# The Little Rebel
Pour plus de détails, voir Fiche technique et Distribution.
The Little Rebel est un film américain sorti en 1914, tourné à Jacksonville, en Floride et réalisé par Sidney Olcott, avec Gene Gauntier et Jack J. Clark.

## Fiche technique
- Réalisation : Sidney Olcott
- Scénario :
- Production : Gene Gauntier Feature Players
- Directeur de la photo :
- Décors :
- Longueur : 3 000 pieds
- Date de sortie : 1914
- Distribution : United Film Service, Warner's Feature

## Distribution
- Gene Gauntier :
- Jack J. Clark :

## Anecdotes
Le film a été tourné à Jacksonville, en Floride.